# Івонич-Здруй
Іво́нич-Здруй (пол. Iwonicz-Zdrój) — курортне місто в піденно-східній Польщі, у Низьких Бескидах.
Належить до Кросненського повіту Підкарпатського воєводства.
Є центром гміни Івонич-Здрій.

## Демографія
Демографічна структура станом на 31 березня 2011 року:
|          | Загалом | Допрацездатний вік | Працездатний вік | Постпрацездатний вік |
| -------- | ------- | ------------------ | ---------------- | -------------------- |
| Чоловіки | 896     | 159                | 623              | 114                  |
| Жінки    | 994     | 149                | 566              | 279                  |
| Разом    | 1890    | 308                | 1189             | 393                  |